# 哈扎里巴縣
哈扎里巴縣是印度的一個縣，位於該國東部，由賈坎德邦負責管轄，面積4,313平方公里，識字率為70.48%，2011年人口1,734,005，人口密度每平方公里402人。

## 外部連結
- （页面存档备份，存于） List of places in Hazaribagh

24°00′N 85°15′E / 24.000°N 85.250°E